# Hospitalfield House
Hospitalfield House est un centre artistique et une maison historique à Arbroath, Angus, en Écosse, considérée comme « l'une des plus belles maisons de campagne d'Écosse ». C'est un organisme de bienfaisance enregistré en vertu de la loi écossaise qui accueille des artistes.

## Histoire
Un hôpital est fondé sur le site au XIIIe siècle par des moines de l'abbaye voisine d'Arbroath pour soigner la lèpre et la peste appelé l'hôpital Saint-Jean-Baptiste,. La propriété est achetée par le révérend James Fraser vers 1664 et appartient ensuite aux générations successives de la famille Fraser. Walter Scott visite la maison en 1813 et l'utilise comme modèle pour "Monkbarns" dans son roman The Antiquary (1816).
Le dernier Fraser à posséder la propriété est la riche héritière Elizabeth Fraser (1805–1873). En 1843, elle épouse l'artiste écossais Patrick Allan, qui ajoute plus tard le nom de famille Fraser au sien et devient connu sous le nom de Patrick Allan Fraser. Fils d'un marchand de tissage d'Arbroath, il étudie l'art à Édimbourg et devient peintre,. En 1842, il est chargé de faire une série d'illustrations pour une édition de The Antiquary de Scott. Tout en effectuant ce travail, il visite Hospitalfield House cette année-là et rencontre Elizabeth Fraser, qui est veuve de huit ans son aînée, et ils se marient l'année suivante.
Ensemble, ils se lancent dans une rénovation substantielle de Hospitalfield House. Les rénovations font appel principalement à des artisans locaux et transforment une grange du XVIIIe siècle en galerie, ajoutent une échauguette de cinq étages et une grande aile. Il a un vif intérêt pour les arts et crée le Patrick Allan-Fraser of Hospitalfield Trust pour soutenir les jeunes artistes. Hospitalfield House est léguée "pour la promotion de l'éducation dans les arts" à la mort d'Allan-Fraser en 1890, car il n'a aucun héritier,.
Le bâtiment est maintenant un centre d'art résidentiel, un lieu de musique et de conférence. Il est ouvert au public pendant quatre week-ends ouverts par an et pour d'autres événements.
En 2008, il est utilisé comme lieu de tournage pour le docu-fiction "Children of the Dead End", avec Stephen Rea.

## Architecture

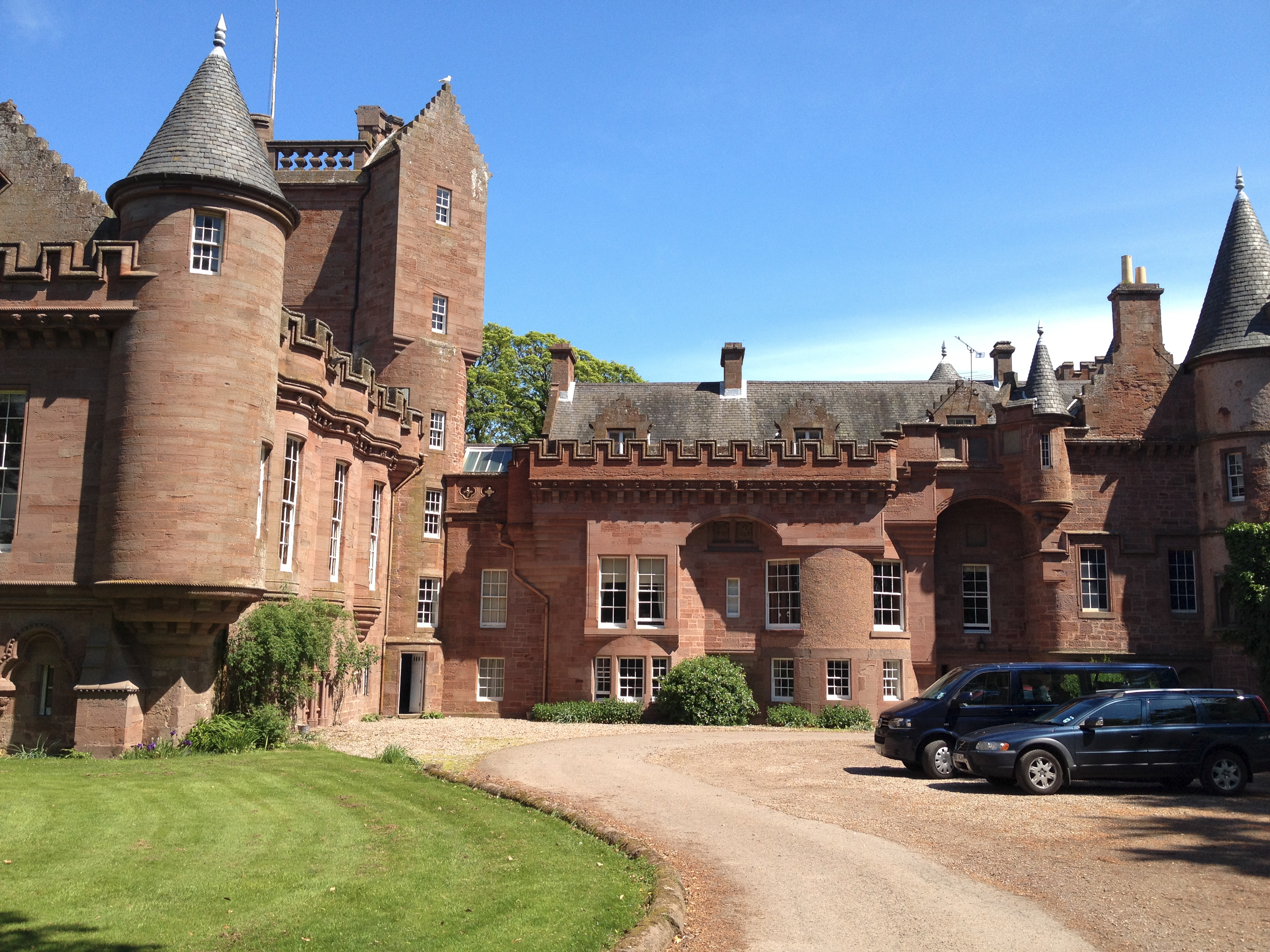
Hospitalfield House

L'édifice en grès rouge est de style gothique et s'inspire de l'architecture domestique médiévale. Allan-Fraser doit beaucoup au mouvement Arts and Crafts ; cela est évident dans la conception du bâtiment, qui comprend des parapets crénelés, des pignons à redans et des oriels. En 1901, un nouveau bloc d'ateliers est ajouté avec des fenêtres orientées nord-ouest. Une salle plus petite contient une lucarne et il y a des cours pour la sculpture en plein air.

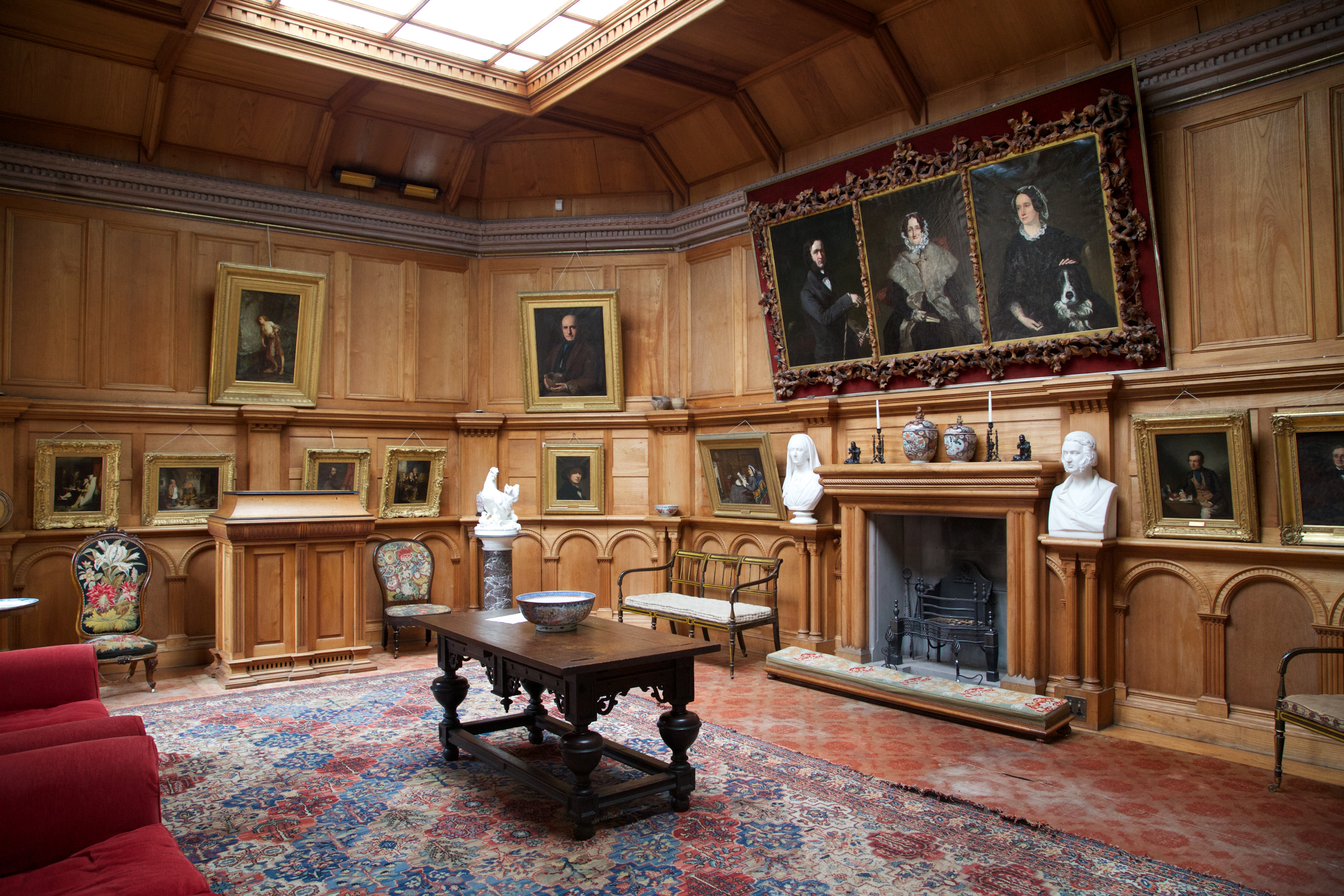
La chambre de cèdre

Allan-Fraser voulait créer un espace inspirant pour les jeunes artistes, et l'intérieur présente une grande collection de sculptures, de peintures et de sculptures sur bois victoriennes qui sont "d'importance internationale". Les caractéristiques de conception intérieure comprennent des arcades à dado romanes et un toit à poutres martelées.
Les principales pièces publiques de la maison sont la salle à manger, la galerie de tableaux et la salle et l'antichambre en cèdre attenantes. Deux tapisseries du XVIIe siècle sont installées dans les années 1870 dans le salon du premier étage afin de refléter un passage de L'Antiquaire . Les lustres à l'intérieur de la maison sont obtenus auprès du Guildhall de Birmingham. La galerie contient des références armoriées à la famille Fraser, propriétaire du domaine à partir de 1664, et à la famille Parrott de Hawkesbury Hall, qui rejoint le domaine Fraser au XIXe siècle.
Allan-Fraser commande des autoportraits aux membres de La Clique, un groupe artistique qu'il a connu dans sa jeunesse. The Trial of Effie Deans (1840) de Robert Scott Lauder est exposé sur palier principal. Un portrait d'Elizabeth Bowes-Lyon par James Peter Quinn est accroché dans la galerie d'Hospitalfield pendant la Seconde Guerre mondiale.